# 25e cérémonie des Golden Globes
La 25e cérémonie des Golden Globes a eu lieu le 12 février 1968, récompensant les films et séries diffusés en 1967 et les professionnels s'étant distingués cette année-là.

## Palmarès
Les lauréats sont indiqués ci-dessous en premier de chaque catégorie et en caractères gras.

### Cinéma

#### Meilleur film dramatique
- Dans la chaleur de la nuit (In the Heat of the Night)
  - Bonnie et Clyde (Bonnie and Clyde)
  - Loin de la foule déchaînée (Far from the Madding Crowd)
  - De sang-froid (In Cold Blood)
  - Devine qui vient dîner ? (Guess Who's Coming to Dinner)

#### Meilleur film musical ou comédie
- Le Lauréat (The Graduate)
  - L'Extravagant Docteur Dolittle (Doctor Dolittle)
  - Camelot
  - Millie (Thoroughly Modern Millie)
  - La Mégère apprivoisée (The Taming of the Shrew)

#### Meilleur réalisateur
- Mike Nichols pour Le Lauréat (The Graduate)
  - Stanley Kramer pour Devine qui vient dîner ? (Guess Who's Coming to Dinner)
  - Norman Jewison pour Dans la chaleur de la nuit (In the Heat of the Night)
  - Arthur Penn pour Bonnie et Clyde (Bonnie and Clyde)
  - Mark Rydell pour Le Renard (The Fox)

#### Meilleur acteur dans un film dramatique
- Rod Steiger pour le rôle de Bill Gillespie dans Dans la chaleur de la nuit (In the Heat of the Night)
  - Spencer Tracy[1] pour le rôle de Matt Drayton dans Devine qui vient dîner ? (Guess Who's Coming to Dinner)
  - Paul Newman pour le rôle de Lucas 'Luke' Jackson dans Luke la main froide (Cool Hand Luke)
  - Sidney Poitier pour le rôle de Virgil Tibbs dans Dans la chaleur de la nuit (In the Heat of the Night)
  - Alan Bates pour le rôle de Gabriel Oak dans Loin de la foule déchaînée (Far from the Madding Crowd)
  - Warren Beatty pour le rôle de Clyde Barrow dans Bonnie et Clyde (Bonnie and Clyde)

#### Meilleure actrice dans un film dramatique
- Edith Evans pour le rôle de Mrs. Maggie Ross dans Les Chuchoteurs (The Whisperers)
  - Faye Dunaway pour le rôle de Bonnie Parker dans Bonnie et Clyde (Bonnie and Clyde)
  - Audrey Hepburn pour le rôle de Susy Hendrix dans Seule dans la nuit (Wait Until Dark)
  - Anne Heywood pour le rôle d'Ellen March dans Le Renard (The Fox)
  - Katharine Hepburn pour le rôle de Christina Drayton dans Devine qui vient dîner ? (Guess Who's Coming to Dinner)

#### Meilleur acteur dans un film musical ou une comédie
- Richard Harris pour le rôle du roi Arthur dans Camelot
  - Richard Burton pour le rôle de Petruchio dans La Mégère apprivoisée (The Taming of the Shrew)
  - Dustin Hoffman pour le rôle de Benjamin Braddock dans Le Lauréat (The Graduate)
  - Ugo Tognazzi pour le rôle de Sergio Masini dans Beaucoup trop pour un seul homme
  - Rex Harrison pour le rôle du Dr John Dolittle dans L'Extravagant Docteur Dolittle (Doctor Dolittle)

#### Meilleure actrice dans un film musical ou une comédie
La récompense avait déjà été décernée.
- Anne Bancroft pour le rôle de Mrs Robinson dans Le Lauréat (The Graduate)
  - Julie Andrews pour le rôle de Millie Dillmount dans Millie (Thoroughly Modern Millie)
  - Audrey Hepburn pour le rôle de Joanna Wallace dans Voyage à deux (Two for the Road)
  - Vanessa Redgrave pour le rôle de la reine Guenièvre dans Camelot
  - Shirley MacLaine pour ses 7 rôles dans Sept fois femme (Woman Times Seven)

#### Meilleur acteur dans un second rôle
- Richard Attenborough pour le rôle d'Albert Blossom dans L'Extravagant Docteur Dolittle (Doctor Dolittle)
  - George Kennedy pour le rôle de Dragline dans Luke la main froide (Cool Hand Luke)
  - Efrem Zimbalist Jr. pour le rôle de Sam Hendrix dans Seule dans la nuit (Wait Until Dark)
  - John Cassavetes pour le rôle de Victor P. Franko dans Les Douze Salopards (The Dirty Dozen)
  - Michael J. Pollard pour le rôle de C. W. Moss dans Bonnie et Clyde (Bonnie and Clyde)

#### Meilleure actrice dans un second rôle
- Carol Channing pour le rôle de Muzzy Van Hossmere dans Millie (Thoroughly Modern Millie)
  - Lee Grant pour le rôle de Mrs Leslie Colbert dans Dans la chaleur de la nuit (In the Heat of the Night)
  - Prunella Ransome pour le rôle de Fanny Robin dans Loin de la foule déchaînée (Far from the Madding Crowd)
  - Beah Richards pour le rôle de Mme Prentice dans Devine qui vient dîner ? (Guess Who's Coming to Dinner)
  - Quentin Dean pour le rôle de Delores Purdy dans Dans la chaleur de la nuit (In the Heat of the Night)
  - Lillian Gish pour le rôle de Mme Smith dans Les Comédiens (The Comedians)

#### Meilleur scénario
- Dans la chaleur de la nuit (In the Heat of the Night) – Stirling Silliphant
  - Le Renard (The Fox) – Lewis John Carlino, Howard Koch
  - Bonnie et Clyde (Bonnie and Clyde) – Robert Benton, David Newman
  - Le Lauréat (The Graduate) – Buck Henry, Calder Willingham
  - Devine qui vient dîner ? (Guess Who's Coming to Dinner) – William Rose

#### Meilleure chanson originale
- "If Ever I Should Leave You" interprétée par Gene Merlino – Camelot
  - "Thoroughly Modern Millie" interprétée par Julie Andrews – Millie (Thoroughly Modern Millie)
  - "Talk to the Animals" interprétée par Rex Harrison – L'Extravagant Docteur Dolittle (Doctor Dolittle)
  - "Please Don't Gamble with Love" par Jerry Styner, Guy Hemric – Ski Fever
  - "Des Ronds dans l'Eau" interprétée par Annie Girardot / Nicole Croisille – Vivre pour vivre

#### Meilleure musique de film
- Camelot – Frederick Loewe
  - Voyage à deux (Two for the Road) – Henry Mancini
  - Millie (Thoroughly Modern Millie) – Elmer Bernstein
  - L'Extravagant Docteur Dolittle (Doctor Dolittle) – Leslie Bricusse
  - Vivre pour vivre – Francis Lai

#### Meilleur film étranger en langue anglaise
La récompense avait déjà été décernée.
- Le Renard (The Fox) •  Canada
  - Scotland Yard au parfum (The Jokers) •  Royaume-Uni
  - Les Chuchoteurs (The Whisperers) •  Royaume-Uni
  - 2 Anglaises en Délire (Smashing Time) •  Royaume-Uni
  - Ulysses •  Royaume-Uni
  - Accident •  Royaume-Uni

#### Meilleur film étranger
La récompense avait déjà été décernée.
- Vivre pour vivre •  France
  - L'Étranger •  France
  - Beaucoup trop pour un seul homme •  France /  Italie
  - Trains étroitement surveillés (Ostře sledované vlaky) •  Tchécoslovaquie
  - Elvira Madigan •  Suède

#### Golden Globe de la révélation masculine de l'année
La récompense avait déjà été décernée.
- Dustin Hoffman pour le rôle de Benjamin Braddock dans Le Lauréat (The Graduate)
  - Tommy Steele pour le rôle de John Lawless dans Le Plus Heureux des milliardaires (The Happiest Millionaire)
  - Michael J. Pollard pour le rôle de C. W. Moss dans Bonnie et Clyde (Bonnie and Clyde)
  - Oded Kotler pour le rôle d'Eli dans Shlosha Yamim Veyeled
  - Franco Nero pour le rôle de Lancelot du Lac dans Camelot

#### Golden Globe de la révélation féminine de l'année
La récompense avait déjà été décernée.
- Katharine Ross pour le rôle d'Elaine Robinson dans Le Lauréat (The Graduate)
  - Sharon Tate pour le rôle de Jennifer North dans La Vallée des poupées (Valley of the Dolls)
  - Katharine Houghton pour le rôle de Joey Drayton dans Devine qui vient dîner ? (Guess Who's Coming to Dinner)
  - Pia Degermark pour le rôle d'Elvira Madigan, alias Hedvig Jensen dans Elvira Madigan
  - Faye Dunaway pour le rôle de Lou McDowell dans Que vienne la nuit (Hurry Sundown)
  - Greta Baldwin pour le rôle de Maggie dans Rogue's Gallery

### Télévision
Note : le symbole « ♕ » rappelle le gagnant de l'année précédente (si nomination).

#### Meilleure série télévisée
La récompense avait déjà été décernée.
- Mission impossible (Mission: Impossible)
  - The Carol Burnett Show
  - The Dean Martin Show (en)
  - Commando Garrison (Garrison's Gorillas)
  - Rowan & Martin's Laugh-In

#### Meilleur acteur dans une série télévisée
La récompense avait déjà été décernée.
- Martin Landau pour le rôle de Rollin Hand dans Mission impossible (Mission: Impossible)
  - Brendon Boone pour le rôle de Chef dans Commando Garrison (Garrison's Gorillas)
  - Ben Gazzara pour le rôle de Paul Bryan dans Match contre la vie (Run For Your Life)
  - Dean Martin pour son propre rôle dans The Dean Martin Show (en)
  - Andy Williams pour son propre rôle dans The Andy Williams Show

#### Meilleure actrice dans une série télévisée
La récompense avait déjà été décernée.
- Carol Burnett pour son propre rôle dans The Carol Burnett Show
  - Barbara Bain pour le rôle de Cinnamon Carter dans Mission impossible (Mission: Impossible)
  - Lucille Ball pour le rôle de Lucy Carmichael dans L'Extravagante Lucy (The Lucy Show)
  - Nancy Sinatra pour son propre rôle dans The Nancy Sinatra Show
  - Barbara Stanwyck pour le rôle de Victoria Barkley dans La Grande Vallée (The Big Valley)

### Spéciales

#### Cecil B. DeMille Award
- Kirk Douglas

#### Miss Golden Globe
La récompense avait déjà été décernée.
- Françoise Ruggieri

#### Henrietta Award
Récompensant un acteur et une actrice.
La récompense avait déjà été décernée.
- Julie Andrews
- Laurence Harvey